# Bou Hajla
Bou Hajla (arabisch بو حجلة, DMG Bū Ḥaǧla) ist ein zum Gouvernement Kairouan gehörender Ort im Norden Tunesiens. 2014 betrug die Einwohnerzahl 7828.

## Geschichte
| Jahr      | 1984  | 1994  | 2004  | 2014  |
| --------- | ----- | ----- | ----- | ----- |
| Einwohner | 2.284 | 4.641 | 6.002 | 7.828 |

## Persönlichkeiten
- Riadh Sidaoui (1967), tunesischer Schriftsteller
- Youssef Sidaoui (1976), tunesischer Schauspieler